# Federatie van Katholieke Muziekbonden in Nederland
De Stichting Federatie van Katholieke Muziekbonden in Nederland (FKM) was, naast de Koninklijke Nederlandse Federatie van Muziekverenigingen (KNFM) en de Nederlandse Federatie van Christelijke Muziekbonden (NFCM), een belangenorganisatie voor blaas- en slagwerkmuziek en daarmee een van de drie overkoepelende blaasmuziekorganisaties in Nederland. Het administratief bureau bevond zich in Schoolstraat 27 te Thorn.

## Geschiedenis
De FKM werd opgericht in 1938.
Binnen de organisatie bestonden er twee inhoudelijke commissies die het bestuur in de inhoudelijke zaken van advies voorzagen, de Hafabra-commissie en de Druma-commissie. Samen met de KNFM gaf de FKM vanaf 2003 voor haar leden een maandblad uit met de titel Music & Show.
Begin 2011 sloten drie christelijke bonden (de CBOW, CBMF en CBMGD) zich bij de FKM aan en ontstond de Verenigde Nederlandse Muziekbonden (VNM). De NFCM werd toen opgeheven. De VNM en KNFM gingen op 1 januari 2014 op in de Koninklijke Nederlandse Muziek Organisatie (KNMO).

## Bonden aangesloten bij de FKM
Bij de FKM waren tot 2011 vijf regionale bonden aangesloten:
- Hollandse Bond van Muziekverenigingen
- Muziekbond voor Midden- en Oost-Nederland ST-WILLIBRORD
- Brabantse Bond van Muziekverenigingen
- Limburgse Bond van Muziekgezelschappen
- Limburgse Bond van Tamboerkorpsen

## Activiteiten
De activiteiten van de FKM en de aangesloten Bonden bestonden uit:
- Bondsconcoursen: deze worden georganiseerd door de afzonderlijke bonden; de door de deelnemers behaalde resultaten zijn bepalend voor hun indeling in het divisiesysteem.
- Kampioenswedstrijden Concertconcoursen
- Kampioenswedstrijden Drumbands (Mars) en Majorettegroepen
- Kampioenswedstrijden Drumbands (Podium)
- Kampioenswedstrijd voor solisten en kleine ensembles Drumbandmuzikanten.
- Kampioenswedstrijd voor solisten en kleine ensembles Blazers.

De stichting trachtte haar doel te bereiken door onder meer het uitvoeren van bovengenoemde landelijke en regionale activiteiten.

## Doelstellingen
De stichting FKM stelde zich ten doel:
- Het op landelijk niveau bevorderen van werkzaamheden en bloei van de amateur-muziekgezelschappen.
- Het op landelijk niveau behartigen van de belangen van de bij de federatie aangesloten bonden en hun verenigingen.
- Het onderhouden van contacten met soortgelijke organisaties in binnen- en buitenland.